# Décès en août 2001
Décès
- 1997
- 1998
- 1999
- 2000
- 2001
- 2002
- 2003
- 2004
- 2005

Pour une information complémentaire, voir la page d'aide.

| Date     | Nom                       | Activités                                                      | Âge      | Source |
| -------- | ------------------------- | -------------------------------------------------------------- | -------- | ------ |
| 1er août | Cipriano Reyes            | Dirigeant syndical et homme politique argentin                 | 94       | (en)   |
| 4 août   | Lorenzo Music             | Acteur, scénariste, compositeur et producteur américain.       | 64       | (en)   |
| 6 août   | Jorge Amado               | Écrivain brésilien                                             | 88       |        |
| 7 août   | John Braspennincx         | coureur cycliste néerlandais                                   | 93       |        |
| 8 août   | Jean Dorst                | Ornithologue français                                          | 77       |        |
| 8 août   | Jean-Louis Flandrin       | Historien français                                             | 70       |        |
| 9 août   | Philip Bartlett           | Acteur américain.                                              | 42       |        |
| 10 août  | François Brochet          | Sculpteur et peintre français                                  | 76       |        |
| 10 août  | Paul Kallos               | Peintre français d'origine hongroise                           | 72       |        |
| 12 août  | Pierre Klossowski         | Romancier et philosophe français                               | 96       |        |
| 16 août  | Sizwe Motaung             | Footballeur international sud-africain.                        | 31       | (en)   |
| 19 août  | Pericle Luigi Giovannetti | Peintre et illustrateur suisse d’origine italienne             | 85       |        |
| 19 août  | Henri-François Van Aal    | Journaliste et homme politique belge                           | 68       |        |
| 19 août  | Willy Vannitsen           | Coureur cycliste belge                                         | 66       |        |
| 20 août  | Charles Ausset            | Coureur cycliste français                                      | 68       |        |
| 20 août  | Fred Hoyle                | Cosmologiste et astronome britannique                          | 86       |        |
| 20 août  | Jules Paressant           | peintre et sculpteur français.                                 | 84       |        |
| 20 août  | Kim Stanley               | Actrice américaine.                                            | 76       |        |
| 22 août  | Antonio Noguera           | Footballeur espagnol.                                          | 75       | (es)   |
| 24 août  | Jane Greer                | Actrice américaine.                                            | 76       | (en)   |
| 25 août  | Aaliyah                   | Chanteuse de R'n'B, actrice, danseuse et mannequin américaine. | 22       |        |
| 25 août  | Philippe Léotard          | Acteur, poète et chanteur français.                            | 60       |        |
| 28 août  | Jan Goossens              | Footballeur belge                                              | 87       | (de)   |
| 29 août  | Basile Emah               | Homme politique camerounais                                    | 79 ou 80 |        |
| 29 août  | Francisco Rabal           | Acteur, scénariste et réalisateur espagnol.                    | 75       |        |
| 29 août  | Henriette Bie Lorentzen   | Féministe et résistante norvégienne                            | 90       | (no)   |
| 31 août  | Doris Calloway            | Nutritionniste américaine.                                     | 78       | (en)   |